# Molophilus (Molophilus) spiniapicalis
Molophilus (Molophilus) spiniapicalis is een tweevleugelige uit de familie steltmuggen (Limoniidae). De soort komt voor in het Nearctisch gebied.